# Krev Borgiů
Krev Borgiů (též Rod Borgiů, ve španělském originále Los Borgia) je španělsko-italský historický životopisný film z roku 2006 režírovaný Antoniem Hernándezem. V hlavních rolích se objevili Lluís Homar, Sergio Peris-Mencheta a María Valverde jako Rodrigo, Cesare a Lucrezia Borgia.

## Obsazení
- Lluís Homar jako Rodrigo Borgia
- Sergio Peris-Mencheta jako Cesare Borgia
- María Valverde jako Lucrezia Borgia
- Paz Vega jako Caterina Sforza
- Ángela Molina jako Vanozza
- Roberto Álvarez jako Burckard[2]
- Eloy Azorín jako Jofré Borgia
- Linda Batista jako Sancha Aragonská
- Antonio Dechent jako Michele Corella
- Roberto Enríquez jako Paolo Orsini
- Giorgio Marchesi jako Alfons Aragonský[2]
- Diego Martín jako Perotto[2]
- Sergio Muñiz jako Juan Borgia
- Miguel Ángel Muñoz jako Ramón
- Eusebio Poncela jako Giuliano della Rovere[2]
- Kate Saunders jako Giulia Farnese[2]
- Antonio Valero jako Ascanio Sforza[2]
- Enrique Villén jako Savonarola[2]

## Uvedení
Film byl distribuován společností DeAPlaneta a do španělských kin byl uveden 6. října 2006.